# علاقات بحرينية ماليزية
العلاقات البحرينية الماليزية العلاقات الخارجية بين البحرين وماليزيا. ليس لدى البحرين سفارة في كوالا لمبور وماليزيا لديها سفارة في المنامة. ماليزيا أيضا من المؤيدين لحوار التوافق الوطني لمملكة البحرين خلال احتجاجات 2011 وعلى استعداد لإرسال قوات حفظ السلام لمساعدة البلاد.

## العلاقات الاقتصادية
العلاقات التجارية بين البلدين تتزايد حاليا. البحرين دعت مجتمع الأعمال في ماليزيا للاستثمار في البلاد. العديد من الشركات الماليزية افتتحت فروع لها بالفعل في البحرين وشاركت في المشاريع الكبرى بما في ذلك بناء حلبة البحرين الدولية ومجمع بحرين سيتي سنتر التجاري والعديد من مشاريع البنية التحتية الأخرى مثل توسيع جسر سترة. من يناير إلى أكتوبر 2007 بلغ حجم التجارة الثنائية بين البلدين 191 مليون دولار أمريكي وحوالي 6793 بحريني زاروا ماليزيا في عام 2014. في الوقت الراهن أصبحت البحرين أيضا وجهة للعمل. كلا البلدين يتنافسان أيضا في قطاع الخدمات المصرفية الإسلامية.